# Хоцунь
Хоцунь (укр. Хоцунь) — село в Любешовской поселковой общине Камень-Каширского района Волынской области Украины.
До 2020 года входило в Любешовский район.
Код КОАТУУ — 0723187601. Население по переписи 2001 года составляет 389 человек. Почтовый индекс — 44234. Телефонный код — 3362. Занимает площадь 0,56 км².